# Ibirarema
Ibirarema este un oraș în São Paulo (SP), Brazilia.